# Corroboree

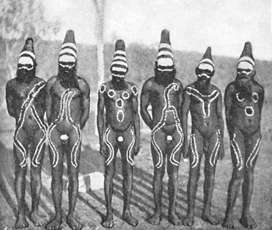
Arrernte-Männer, teilweise dekoriert wie bei einem Corroboree.

Ein Corroboree (teilweise auch Coorroboree geschrieben) ist eine traditionelle Zeremonie, die die Aborigines in Australien abhalten. Es sind Veranstaltungen mit Tanz, Musik, Gesang und Körperbemalung. Teile der Corroberees gehen auf die Schöpfungsgeschichte der Traumzeit zurück. Der Begriff wird aber auch heutzutage teilweise für Festveranstaltungen mit Tanz, Musik und Theaterdarstellungen, vor allem in englischsprachigen Ländern, verwendet.

## Ablauf
In den mythischen Vorstellungen der Aborigines schufen die Schöpfungsfiguren die Menschen, die Tiere, die Pflanzen und die Vögel und sie schufen die Landschaft und den Geist. Diese geschaffene Wirklichkeit und die dahinterstehenden Geister setzten Regeln und diese Regeln müssen beachtet und gepflegt werden. Regeln werden gelebt und fortgesetzt, indem die Aborigines ihre Coroborees abhalten. Die Aborigines halten diese Regeln, die sie wie Gesetze betrachten, mit der Abhaltung von Corroborees ein und dadurch lebt auch die Traumzeit (auch dreamtime genannt) weiter. Frauen und Männer unterliegen unterschiedlichen Regeln und Verhalten in Corroborees und unterscheiden sich nach den überkommenen Vorstellungen der jeweiligen Völker der Aborigines. Es gibt Corroborees, die lediglich an bestimmten spirituellen Orten abgehalten werden können, dabei verbindet sich ihre Tradition im weitesten Sinne mit Naturschutz. Diese Stätten sollen völlig unverändert als Ergebnisse der Schöpfungsfiguren als spirituelle Orte unverändert erhalten bleiben. Deswegen wird Berg- und Straßenbau, der diese Stätten verändert, abgelehnt.
Bei der Initiation von jugendlichen Aborigines finden Coroborees statt, bei denen kein Erwachsener zugegen sein darf. Die Jugendlichen schmücken sich mit Körpermalerei wie mit Zeichen, Symbolen und Abbildungen ihrer Totems, die ihnen zugeordnet werden.
Im Ablauf der Corroborees werden durchaus Sandmalerei und Körpermalerei gepflegt. Speziell angefertigte Bekleidung und Bekleidungsstücke, Kopfschmuck und Körperschmuck werden für diesen Anlass getragen. Es werden auch Totems aus Holz und Bast als geschnitzte Figuren und Rindenschnitzerei und -malerei in den Zeremonien eingesetzt.
Die Vielfalt der Corroborees ist groß und die Anlässe und Schöpfungsgeschichten hierfür sind unterschiedlich. Die Corroborees sind von Clan zu Clan völlig unterschiedlich, teilweise geheim und in diesem Fall darf niemand außerhalb der Aborigines-Gemeinschaft daran teilnehmen oder zusehen. Das Wissen und Können, die Abläufe, der Tanz und die Rituale sind kompliziert und erfordern detaillierte Kenntnisse, die nur an bestimmte Personen innerhalb der jeweiligen Aborigines-Stämme weitergegeben werden.
Corroborees mit mythischen Inhalten werden auch in Theatern aufgeführt, eine der ersten Theateraufführungen mit dem Titel "Corroboree", gestaltete John Antill bereits im Jahre 1950 in Sydney.

## Name
Die Bezeichnung corroboree wurde vom Dharuk-Wort garabari abgeleitet. In der Sprache der Pilbara heißen Corroborees yanda oder jalarra und in der Kimberley-Region wird junba traditionell dafür verwendet. In anderen australischen Sprachen heißt der rituelle Tanz juju oder kobbakobba. Im Nordwesten Australiens ist Corroboree ein allgemeiner Namen für jede theatralische Darstellung. Auch außerhalb Australiens, vor allem in englischsprachigen Ländern, ist der Begriff teilweise bekannt und wird für Feste, Lieder, Tänze, Musik und verschiedene Aufführungen u. a. auch Kleintheateraufführungen oder Sketche umfassen, verwendet.
Alternativ zum Australia Day findet alljährlich am 26. Januar das Corroboree for Sovereignty an der Zelt-Botschaft auf dem Rasen statt. Das Fest, das vor dem Old Parliament House in Canberra seit mehr als 40 Jahren stattfindet, hat einen politischen Charakter und verweist insbesondere auf fehlende politische und Landrechte der Aborigines hin.